# جادسون جيروم
جادسون جيروم (بالإنجليزية: Judson Jerome)‏ هو شاعر أمريكي، ولد في 8 فبراير 1927، وتوفي في 5 أغسطس 1991 بسبب سرطان الرئة.